# 1,3-二甲基-2-咪唑啉酮
1,3-二甲基-2-咪唑啉酮（英語：1,3-Dimethyl-2-imidazolidinone，DMI）是為一種強極性非質子溶劑，可與水、乙醇、乙醚、丙酮、氯仿等有機溶劑混溶；不溶於石油醚、環己烷；其用途甚廣，可作為藥物載體使藥物經皮膚吸收，另於有機化學中可作為反應介質溶劑，其強極性可促使SN2反應發生。

## 用途

### 反應溶劑
DMI具強極性及化學穩定性，可溶解許多有機及無機化合物而不發生反應，另高介電常數和對陽離子的溶劑化作用能夠催化陰離子親核反應；DMI亦具良好熱穩定性，可於耐熱聚合物生產製程中作為稀釋劑及脫模劑，亦可促使聚醯胺及聚醯亞胺基團生成而得高分子量聚合物。

### 萃取劑
DMI不易與他種物質構成共沸物，且能夠溶解芳香化合物而無法溶解烷氫化合物，此種特性使其廣泛應用於萃取及蒸餾等諸多工業程序中。

### 表面處理劑
DMI可以用於改善ABS、聚醯亞胺、PPS、聚四氟乙烯等材料表面與環氧樹脂黏著劑的粘接強度。

## 製造
1. 以N,N-二甲基二乙胺為原料，以三氧化鋁為催化劑，在250～280℃及壓力下，與二氧化碳反應制得。
2. 以N-甲基乙醇胺、甲胺為原料，在250℃下與二氧化碳縮合制得。
3. 以1,2-二氯乙烷、甲胺為原料，在210℃下與二氧化碳反應制得。
4. 以乙二醇、甲胺為原料，在250℃及12.7兆帕下，與二氧化碳縮合制得。
5. 以N,N-二甲基二乙胺、光氣為原料，在三乙胺存在下，於20℃反應制得。

## 外部連結
- 化工词典（页面存档备份，存于）